# Eucherius von Orléans
Eucherius von Orléans (* um 694 in Orléans, Frankreich; † 20. Februar 738 in Sint-Truiden) war Bischof von Orléans.

## Leben
Eucherius stammte aus einer einflussreichen Familie und trat als junger Mann in den Benediktinerorden ein. Er studierte Theologie und empfing die Priesterweihe. Er fasste den Entschluss, sich in Zurückgezogenheit dem Gebet und der Arbeit zu widmen, doch verbreitete sich der Ruf von der hohen Bildung und menschlichen Reife des Eucherius auch außerhalb der Klostermauern. Die Folge war, dass man ihm das Amt des Bischofs von Orléans antrug. 719 übernahm er mit fünfundzwanzig Jahren die Leitung des Bistums Orléans. Seine Frömmigkeit rief zahlreiche Neider auf den Plan, die ihn bei Karl Martell verleumdeten. Dieser teilte Eucherius mit, dass er die Kirchengüter in den Besitz des Staates überführen werde. Der Bischof leistete dagegen Widerstand und wurde zunächst nach Köln, später dann nach Sint-Truiden verbannt, wo er am 20. Februar 738 im Rufe der Heiligkeit starb. Schon zu Lebzeiten wurden Eucherius zahlreiche Wundertaten zugeschrieben. Bis heute wird sein Gedenktag im Bistum Orléans gefeiert.